# Damora cyrnea
Damora cyrnea är en fjärilsart som beskrevs av Karl Schawerda 1926. Damora cyrnea ingår i släktet Damora och familjen praktfjärilar. Inga underarter finns listade i Catalogue of Life.